# Peter Kaizar
Peter Kaizar (* 27. Januar 1952 in Wien) ist ein österreichischer Komponist, Regisseur und Produzent.

## Leben
Peter Kaizar erhielt bereits in seiner Kindheit Klavierunterricht.
Nach Abschluss seiner Schulausbildung studierte er an der Universität für Musik und darstellende Kunst Wien sowohl Musikpädagogik und Musikpublizistik als auch Gitarre bei Karl Scheit und an der Universität Wien Musikwissenschaft, Germanistik und Anglistik.
Im Anschluss daran studierte er an der Freien Universität Berlin Vergleichende Musikwissenschaft. In Wien hatte er Privatunterricht in Komposition bei Anestis Logothetis sowie Oud-Unterricht und klassische, arabische Musiktheorie bei Farhan Sabbagh.
Von 1975 bis 1977 war Kaizar als Musik- und Theaterkritiker tätig und übte Lehrtätigkeiten in Wien, Berlin und São Paulo aus. Im Jahr 1995 gründete er das Orchester Klang Klan.
Seit dem Jahr 2004 ist Peter Kaizar Mitorganisator der österreichischen Hörspieltage.

## Werke (Auswahl)

### Ensemblemusik
- Sieben Lieder – für gemischten Chor, Solostimme, Blockflöte, Perkussion und Mandoline nach Texten von Peter Turrini (1982)[4]
- Stück für Streichquartett und Cello im alten Stil – Besetzung: zwei Violinen, Viola und Violoncello (1983)[4]
- Streichquartett in Minimal – Besetzung: zwei Violinen, Viola und Violoncello (1985)[4]
- Die Möwe – Thema mit zwölf Variationen für drei Violinen und Violoncello (1987)[4]
- Bagatelle in Minimal – Sextett für drei Violinen und drei Violoncelli (1987)[4]
- Streichquartett – Besetzung: zwei Violinen, Viola und Violoncello (1994)[4]
- Ich finde meine Heimat – Hörspielmusik, Sextett für Sopransaxophon, Didgeridoo, Perkussion, Oud, Akkordeon und Violine (1995)[4]
- Stimmen – Zweiteilige Hörspielmusik für Sopran solo mit Quintett für zwei Violinen, zwei Violoncelli, Perkussion und Elektronik (1996)[4]
- Das Kind hinter den Augen – Septett für zwei Violinen, Oboe, Altsaxophon, Akkordeon, Viola und Violoncello (1996)[4]

### Filmmusik
- Das blinde Ohr der Oper (1990)[4]
- Schritte im Labyrinth (1990)[4]
- Josef und Maria (1991)[4]
- Die Göttin von Malta (1992–1994)[4]
- Lieben wie gedruckt (1994)[4]
- Das Geständnis (1996)[4]
- Aufbruch aus der Dunkelheit (1996)[4]
- A Gentleman from Malta (1996)[4]
- Magie der Banalität (1997)[4]
- Der Hund muss weg (2000)[4]
- Brüder (2002)[4]
- Null Acht Vierzig – Das Spiel des Lebens (2003)[4]
- An der schönen roten Donau (2006)[4]
- Brüder III – Auf dem Jakobsweg (2006)[4]
- Makel Langzeitarbeitslosigkeit (2009)[4]
- Vranitzky (2012)[4]

### Elektronische Musik
- Stahlbetrachtungen – Laute solo mit Tonband-Zuspielung (1982)[4]
- Weiningers Nacht – Septett für drei Violinen, drei Kontrabässe, Elektronik und Singende Säge (1986)[4]
- Imam – für Elektronisches Klavier, Tonband und Islamischen Koran-Sänger (1986)[4]
- Kumm her zu mir – Liederzyklus nach Texten von Peter Kaizar und Beatrice Frey (1986–1995)[4]
- Phantasie – für Streicher, Elektrische Bassgitarre und Tonband (1992)[4]
- Sturz – Elektronik solo (1993)[4]
- Impression über Wien – Duett für zwei Soprane und Alt mit zwei Gitarren, zwei Streicher, Oboe, Altsaxophon, Perkussion und Elektronik (1996)[4]

### Hörspiel
- 1996: Dacia Maraini: Stimmen, Komposition – Regie: Götz Fritsch (Produktion: WDR)
- 1999: Marius von Mayenburg: Feuergesicht (Komposition) – Regie: Götz Fritsch (Hörspielbearbeitung – SFB/ORB/NDR)
- 2021: Xerxes und die Stimmen aus der Finsternis von Magda Woitzuck, Komposition und Regie, Hessischer Rundfunk/ORF[5][6]